# Fine Gael
A Fine Gael (IPA: [fʲɪnʲə ˈɡeːl̪ˠ]; jelentése: "Ír család (vagy törzs)") egy liberális-konzervatív és kereszténydemokrata párt Írországban. A Sinn Féin és a Fianna Fáil mellett a harmadik legnagyobb frakcióval rendelkező szervezet a Dáil Éireannban és a második legnagyobb párt a Seanad Éireannban. 2017. június 2. óta a pártot Leo Varadkar vezeti, tagjainak száma 2021-ben 25,000 volt.

## Fordítás
Ez a szócikk részben vagy egészben  a   Fine Gael című angol Wikipédia-szócikk ezen változatának fordításán alapul.  Az eredeti cikk szerkesztőit annak laptörténete sorolja fel. Ez a jelzés csupán a megfogalmazás eredetét és a szerzői jogokat jelzi, nem szolgál a cikkben szereplő információk forrásmegjelöléseként.